# Babice (district d'Olomouc)
Pour les articles homonymes, voir Babice.
Babice (en allemand : Babitz) est une commune du district et de la région d'Olomouc, en République tchèque. Sa population s'élevait à 443 habitants en 2022.

## Géographie
Babice se trouve à 3 km à l'ouest du centre de Šternberk, à 17 km au nord d'Olomouc, à 73 km à l'ouest-sud-ouest d'Ostrava et à 206 km à l'est-sud-est de Prague.
La commune est limitée par Šternberk au nord, par Hlásnice au nord-est, par Šternberk au sud-est, par Lužice au sud, par Hnojice au sud-ouest et par Mladějovice à l'ouest.

## Histoire
La première mention écrite de la localité date de 1339.

## Transports
Par la route, Babice trouve à 3 km de Šternberk, à 21 km d'Olomouc, à 99 km d'Ostrava et à 247 km de Prague. 